# Saison 1993-1994 du Club athlétique Brive Corrèze
 (juillet 2013).
Lors de la saison 1993-1994, le CA Brive Corrèze évolue en Championnat Groupe A.

## Entraîneurs
Pour la saison 1993-1994, l'équipe du CA Brive est entraînée par Jean-Miches Daures (entraîneur en chef), Bernard Vignard (adjoint) et Pierre Villepreux (directeur technique). Bernard Vignard démissionne le 14 décembre 1993.

## Transferts

### Départs
| Joueur                | Poste(s)             | Nationalité | Destination       |
| --------------------- | -------------------- | ----------- | ----------------- |
| Patrick Brachet       | 3/4 aile             | France      | US Ussel          |
| Laurent Burg          | 3/4 aile             | France      | FC Grenoble       |
| Loïc Netelenbos       | Deuxième ligne       | France      | Stade aurillacois |
| Michel Delfour        | Pilier               | France      | Stade aurillacois |
| Christian Vojetta     | Talonneur            | France      | RC Strasbourg     |
| Victor Bento          | Pilier               | France      | USA Limoges       |
| Christian Martin      | Deuxième ligne       | France      | RC Uzerche        |
| Stéphane Soleilhavoup | Deuxième ligne       | France      | SC Tulle          |
| Said Filali           | Troisième ligne aile | France      | Lyon OU           |

### Arrivées
| Joueur              | Poste(s)             | Nationalité | Club précédent    |
| ------------------- | -------------------- | ----------- | ----------------- |
| Jean-François Viars | 3/4 aile             | France      | Stade aurillacois |
| Denis Blancher      | Deuxième ligne       | France      | CA Périgueux      |
| Sébastien Paillat   | Centre               | France      | Stade rochelais   |
| Sotele Puleoto      | Deuxième ligne       | France      | AS Mont-Dore      |
| Daniele De Rossi    | Troisième ligne aile | Italie      | Benetton Trévise  |
| Nicolas Godignon    | Troisième ligne aile | France      | AS Montferrand    |
| Sébastien Bonnet    | Demi de mêlée        | France      | US Ussel          |
| Jérôme Carrat       | 3/4 aile             | France      | US Caussade       |
| Bernard Nadin       | Pilier               | France      | AS Mérignac       |
| François Castenetto | Deuxième ligne       | France      | GS Figeac         |

## Effectif 1993-1994
| Nom                 | Poste                    | Nationalité sportive | Dernier club         | Arrivée au club |
| ------------------- | ------------------------ | -------------------- | -------------------- | --------------- |
| Didier Doumbia      | Talonneur                | France               | Formé au club        | 1990            |
| Rodolphe Michaud    | Talonneur                | France               | AS Montferrand       | 1991            |
| Arnaud Boudie       | Pilier                   | France               | Formé au club        | 1992            |
| Ludovic Jacq        | Pilier                   | France               | US Ussel             | 1992            |
| Stéphane Trybusch   | Pilier                   | France               | Formé au club        | 1993            |
| Éric Alabarbe       | Pilier                   | France               | Stade belvésois      | 1981            |
| Richard Crespy      | Pilier                   | France               | Formé au club        | 1988            |
| Damien Desmedt      | Deuxième ligne           | France               | AS Montferrand       | 1990            |
| Bernard Louradour   | Deuxième ligne           | France               | Formé au club        | 1989            |
| Sotele Puleoto      | Deuxième ligne           | France               | AS Mont-Dore         | 1993            |
| Bruno Rey           | Deuxième ligne           | France               | Formé au club        | 1992            |
| Christophe Larroque | Deuxième ligne           | France               | Lombez Samatan club  | 1990            |
| Éric Alégret        | Deuxième ligne           | France               | Formé au club        | 1984            |
| Denis Blancher      | Deuxième ligne           | France               | CA Périgueux         | 1993            |
| Christian Vermande  | Troisième ligne aile     | France               | Formé au club        | 1990            |
| Stéphane Suszylo    | Troisième ligne aile     | France               | US Ussel             | 1991            |
| Laurent Charras     | Troisième ligne aile     | France               | Stade toulousain     | 1992            |
| Christophe Salamy   | Troisième ligne aile     | France               | AS Montferrand       | 1992            |
| Loïc Van der Linden | Troisième ligne aile     | France               | Rugby club auxerrois | 1986            |
| François Duboisset  | Troisième ligne          | France               | USA Limoges          | 1992            |
| Sylvain Dubois      | Troisième ligne centre   | France               | Formé au club        | 1992            |
| Philippe Boher      | Troisième ligne centre   | France               | -                    | -               |
| Sébastien Bonnet    | demi de mêlée            | France               | US Ussel             | 1993            |
| Yannick Roche       | demi de mêlée            | France               | US Caussade          | 1992            |
| Stéphane Ricco      | Demi de mêlée            | France               | Stade toulousain     | 1992            |
| Alain Penaud        | Demi d'ouverture         | France               | Formé au club        | 1987            |
| Sébastien Paillat   | Demi d'ouverture, centre | France               | Stade rochelais      | 1993            |
| Thierry Maurin      | centre                   | France               | SA Hagetmau          | 1992            |
| Romuald Paillat     | centre                   | France               | Stade niortais       | 1993            |
| Gilles Domergue     | centre                   | France               | Formé au club        | 1993            |
| Alain Guettache     | 3/4 centre               | France               | US Fumel             | 1991            |
| Gilles Duclos       | 3/4 centre               | France               | Formé au club        | 1992            |
| Alexandre Bouyssié  | 3/4 aile                 | France               | US Caussade          | 1991            |
| Didier Faugeron     | 3/4 aile                 | France               | Formé au club        | 1982            |
| Jean-François Viars | 3/4 aile                 | France               | Stade aurillacois    | 1993            |
| Sébastien Viars     | Arrière                  | France               | Stade aurillacois    | 1990            |

## La saison
| Match | Date         | Compétition              | Tour-Journée    | Adversaire         | Lieu | Score |
| ----- | ------------ | ------------------------ | --------------- | ------------------ | ---- | ----- |
| 1     | 21 août      | Challenge Yves du Manoir | 1re             | FC Grenoble        | E    | 6-6   |
| 2     | 28 août      | Challenge Yves du Manoir | 2e              | FC Lourdes         | D    | 74-13 |
| 3     | 4 septembre  | Challenge Yves du Manoir | 3e              | AS Béziers         | D    | 23-16 |
| 4     | 11 septembre | Championnat Groupe A     | 1re             | Aviron bayonnais   | D    | 26-15 |
| 5     | 19 septembre | Championnat Groupe A     | 2e              | CA Bègles-Bordeaux | E    | 24-32 |
| 6     | 26 septembre | Championnat Groupe A     | 3e              | RRC Nice           | D    | 36-19 |
| 7     | 2 octobre    | Championnat Groupe A     | 4e              | AS Montferrand     | D    | 36-10 |
| 8     | 10 octobre   | Championnat Groupe A     | 5e              | FCS Rumilly        | E    | 6-15  |
| 9     | 16 octobre   | Challenge Yves du Manoir | 4e              | FC Grenoble        | D    | 24-22 |
| 10    | 23 octobre   | Challenge Yves du Manoir | 5e              | FC Lourdes         | E    | 34-8  |
| 11    | 7 novembre   | Challenge Yves du Manoir | 6e              | AS Béziers         | E    | 28-10 |
| 12    | 14 novembre  | Championnat Groupe A     | 6e              | CA Périgueux       | D    | 25-13 |
| 13    | 21 novembre  | Championnat Groupe A     | 7e              | Castres olympique  | E    | 7-32  |
| 14    | 28 novembre  | Championnat Groupe A     | 8e              | Aviron bayonnais   | E    | 3-21  |
| 15    | 5 décembre   | Championnat Groupe A     | 9e              | CA Bègles-Bordeaux | D    | 18-9  |
| 16    | 12 décembre  | Championnat Groupe A     | 10e             | RRC Nice           | E    | 11-25 |
| 17    | 19 décembre  | Championnat Groupe A     | 11e             | AS Montferrand     | E    | 6-16  |
| 18    | 23 janvier   | Championnat Groupe A     | 12e             | FCS Rumilly        | D    | 12-6  |
| 19    | 30 janvier   | Championnat Groupe A     | 13e             | CA Périgueux       | E    | 19-25 |
| 20    | 6 février    | Championnat Groupe A     | 14e             | Castres olympique  | D    | 26-17 |
| 21    | 13 mars      | Championnat Coupe Moga   | 1re             | SC Graulhet        | E    | 12-16 |
| 22    | 26 mars      | Challenge Yves du Manoir | Quart de finale | RC Narbonne        | N    | 6-35  |
| 23    | 3 avril      | Championnat Coupe Moga   | 2e              | AS Béziers         | D    | 19-16 |
| 24    | 10 avril     | Championnat Coupe Moga   | 3e              | Stade dijonnais    | E    | 8-15  |
| 25    | 17 avril     | Championnat Coupe Moga   | 4e              | SC Graulhet        | D    | 28-10 |
| 26    | 1er mai      | Championnat Coupe Moga   | 5e              | AS Béziers         | E    | 8-13  |
| 27    | 8 mai        | Championnat Coupe Moga   | 6e              | Stade dijonnais    | D    | 31-11 |

## Bilan

### Bilan sportif
| Compétition              | Résultat           | Matchs joués | Victoires | Matchs nuls | Défaites | Points marqués | Points concédés |
| ------------------------ | ------------------ | ------------ | --------- | ----------- | -------- | -------------- | --------------- |
| Championnat Groupe A     | Éliminé en poules  | 20           | 10        | 0           | 10       | 361            | 336             |
| Challenge Yves Du Manoir | Quart de finaliste | 7            | 5         | 1           | 1        | 195            | 110             |
| Totaux                   | -                  | 27           | 15        | 1           | 11       | 556            | 446             |

Lors de l'intersaison, le demi d’ouverture Alain Penaud annonce son intention de quitter le club pour répondre aux sollicitations du Castres olympique, qui veut remplacer Francis Rui en fin de carrière. Le joueur, devenu international un an auparavant, reviendra sur sa demande quelques jours plus tard. La raison de ce revirement est la leucémie qui touche le trois-quarts centre Jean-Marie Soubira. 
Fait symbolique durant la saison, le numéro 12 habituellement porté par Soubira ne sera pas attribué à un autre joueur en attendant le rétablissement du trois-quarts centre.

### Championnat de France
Le CA Brive Corrèze  se retrouve dans une poule compliquée du Groupe A, avec Castres et Bègles-Bordeaux qui termineront aux deux premières places de la poule. À ces clubs viennent s’ajouter de grands clubs, comme l’AS Montferrand et l’Aviron bayonnais. Sur leur pelouse du Stadium, les Coujoux sont intraitables, avec notamment un large succès sur le voisin auvergnat de Montferrand. Au total, ils remporteront à domicile sept victoires en autant de rencontres. En revanche, les déplacements des Brivistes se soldent par des défaites, voire par de lourds revers à Castres et à Bayonne. Dans ces conditions, la qualification pour les phases finales échappe aux Corréziens, qui terminent cinquièmes de leur poule. Ceux-ci sont contraints de disputer une poule de relégation, la Coupe Moga où le dernier est relégué en Groupe B. Les choses se passent tout aussi mal. Opposés à l’AS Béziers, au SC Graulhet et au Stade dijonnais, les Brivistes reproduisent leur parcours de poule en s’imposant chez eux et en s’inclinant à chaque fois à l’extérieur. Leur place en Groupe A en vient à être menacée. Avant la dernière journée, le CAB a remporté deux de ses cinq rencontres de Coupe Moga, et va jouer sa place dans l’élite face à Dijon. Le match est tendu mais finalement bien maîtrisé par les Coujoux. Quatre essais signés Alain Penaud, Sylvain Dubois, Éric Alabarbe et Sébastien Viars assurent au CAB une victoire 31-11. Le maintien est assuré.
C’est finalement l’AS Béziers, recordman du nombre de titre remporté en championnat qui descend pour la première fois de son histoire. Cet épisode va laisser des traces au sein du club, qui visait la phase éliminatoire en début de saison, et déboucher sur la démission de Pierre Villepreux de ses fonctions de conseiller technique.

### Challenge Yves du Manoir
Dans cette compétition, le club corrézien se voit proposer comme adversaires de poule le FC Grenoble qui vient d’être privé du titre de Champion de France à la suite d'une finale polémique, le FC Lourdes et l’AS Béziers. Le parcours mitigé en championnat est bien loin, puisque Brive contraint Grenoble à concéder le match nul lors du match d’ouverture au Stade Lesdiguières, puis remporte les cinq matches suivants. Une nouvelle fois qualifiés pour les quarts de finale, les Cabistes y rencontrent une vieille connaissance, Narbonne. Le 26 mars 1994 à Toulouse, les Audois ne laissent aucune chance à Brive et l’emportent 35-6.

### Événement tableau blanc
L’événement populaire du "tableau blanc", soit la soirée officielle d'analyse collective et de mise en pratique des stratégies de sport a fait référence à la saison de l'équipe. Espérant pouvoir réussir à reproduire les résultats exceptionnels de la saison 1993-1994 du Club athlétique Brive Corrèze, une analyse avancée a été faite sur les stratégies utilisées. En effet, le club école des Croustiquiches a tenté de reproduire l'oeuvre de l'équipe lors d'une cérémonie nocturne commandité par Gary. Malheureusement, la soirée a échoué lamentablement à la suite de l'énoncé général donné par le descripteur en chef.